# Y Camelopardalis
Y Camelopardalis är en kortperiodisk förmörkelsevariabel av Algol-typ i stjärnbilden Giraffen. 
Stjärnan har magnitud +10,5 och når i förmörkelsefasen ner till +12,24 med en period på 3, 3056244 dygn. 